# Valiant (vaisseau)
Dans l'univers de la série Doctor Who, le Valiant est un grand porteur d'avion utilisé par l'organisation UNIT au début du XXIe siècle. Il contient plusieurs pièces incluant une salle de conférence et des corridors de service.

## Histoire
Chaque détail du vaisseau fut conçu par Harold Saxon et il fut utilisé pour transmettre le premier contact avec les Toclafanes. Le Docteur, Martha Jones et le capitaine Jack Harkness s'y téléportèrent puisque le Docteur n'avait plus en possession le TARDIS.
Durant l'année du paradoxe qui fut supprimée, le Valiant fut une base d'opération pour Le Maître. La famille Jones et le capitaine Jack Harkness y furent enfermés ainsi que le Docteur. Il contenait aussi le TARDIS comme machine créant le paradoxe qui permet le contact entre les Toclafanes et les humains. Lorsque le paradoxe prit fin, ce fut le seul objet à ne pas revenir en arrière puisqu'il était au centre du cyclone temporel.
Le Valiant semble être un territoire neutre puisque selon le président des États-Unis (dans l'épisode Que tapent les tambours), l'ONU a ordonné que le premier contact entre la Terre et les Toclafanes se déroule sur un territoire neutre et non sur le territoire britannique comme le désirait le premier ministre britannique Harold Saxon.
Le Valiant fut équipé d'une arme projetant de l'énergie presque identique à celle utilisée pour détruire les Sycorax, ce qui amène à conclure que la technologie fut récupérée des restes de Torchwood 1. Durant l'invasion des Sontariens en 2009, le Colonel Mace utilisa le Valiant (appelé ici Hawk Major) pour ventiler le brouillard causé par les Sontariens à l'aide de puissantes turbines et l'arme fut utilisée pour détruire l'usine A.T.M.O.S., tuant ainsi plusieurs Sontariens. Il n'est pas connu si un tel armement fut installé après la mort du Maître ou si ce dernier l'incorpora lui-même dans le design initial.
Les Daleks détruisirent le Valiant lors de l'attaque sur la Terre après son transport dans la Cascade de Méduse. À travers des écouteurs, Jack Harkness entendit un soldat rapportant la baisse des boucliers laissant entendre que le vaisseau avait une sorte de bouclier de force pour le protéger.